# Straßenbahn Lima
Die Straßenbahn Lima (spanisch el tranvía de Lima) existierte zwischen 1864 und 1965 als regelspurige Straßenbahn.

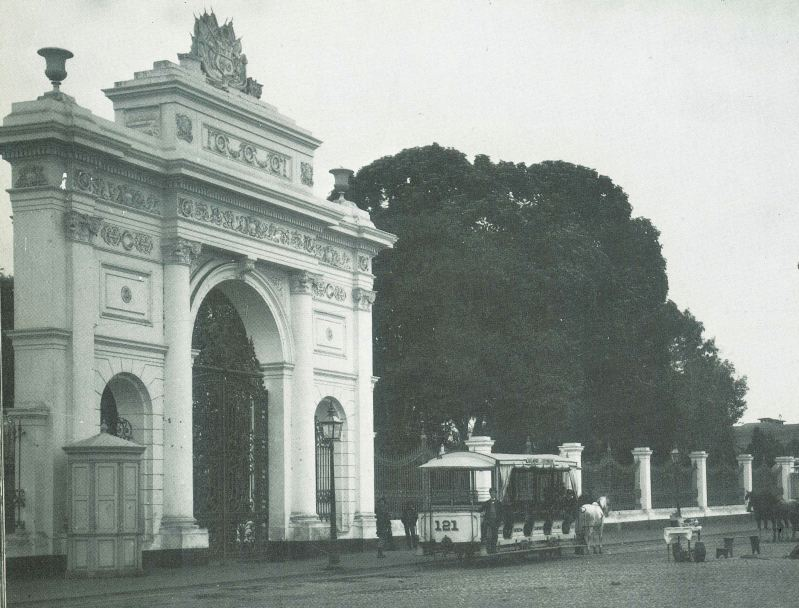
Pferdebahn vor der Puerta de Neptuno, Ende 19. Jh.

1864 wurde zwischen den beiden Endbahnhöfen der Eisenbahnstrecken nach Callao und Chorrillos eine regelspurige Pferdebahn eingerichtet. Im Jahre 1877 gründete sich die Empresa de Tramways de Lima und eröffnete am 24. März 1878 eine zweite Pferdebahnlinie in der Innenstadt von Lima. Diese beiden Strecken wurden von einer 1898 gegründeten Gesellschaft übernommen, erweitert und elektrifiziert. Durch diese Modernisierungen gelang es der Gesellschaft, die Fahrgastzahlen von bescheidenen 1,5 Millionen Passagieren im Jahr 1894 auf 13 Millionen 1904 zu steigern. Insgesamt gab es nun vier Linien in der Stadt:
| Linie | Strecke                              |
| A     | Barfüßerkloster - Exposición         |
| B     | Monserrate - Cercado                 |
| C     | Schlachthof - Acequia de Islas       |
| D     | Malambito - Santa Rosa de las Monjas |

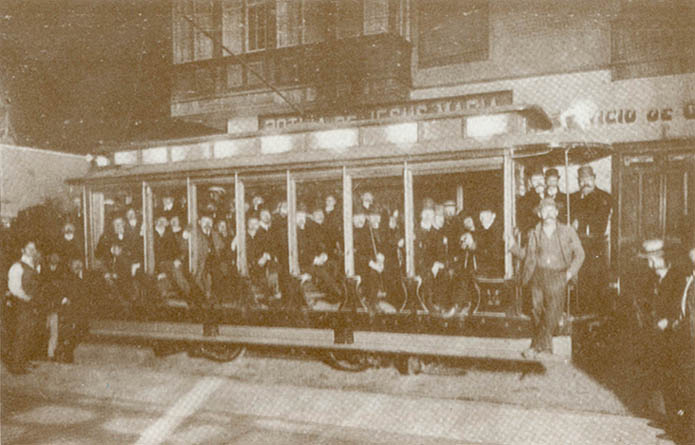
Sommertriebwagen mit Seiteneinsteigemöglichkeit

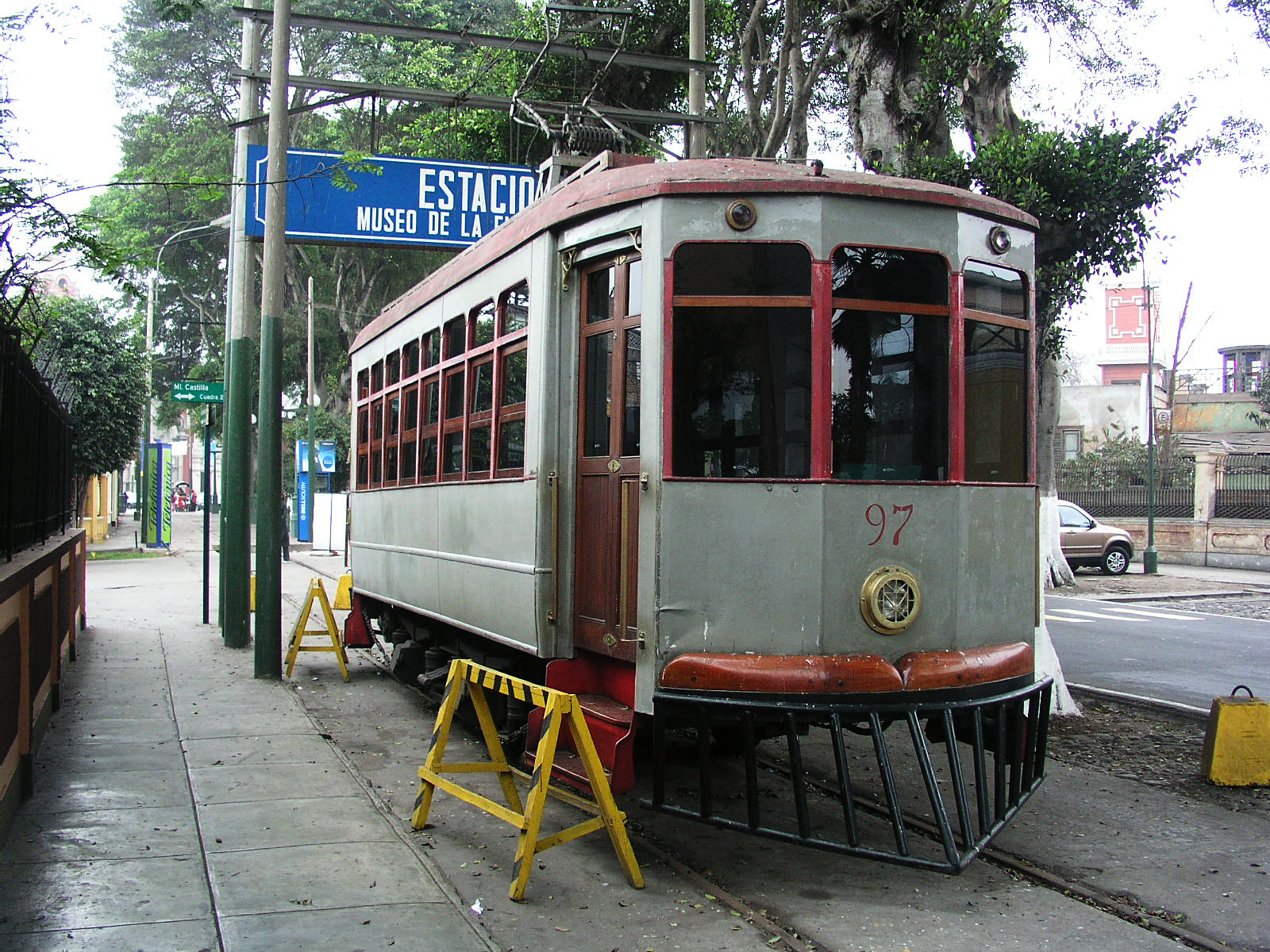
Historischer Triebwagen 97 auf einer zeitgeweise angebotenen Museumsstrecke

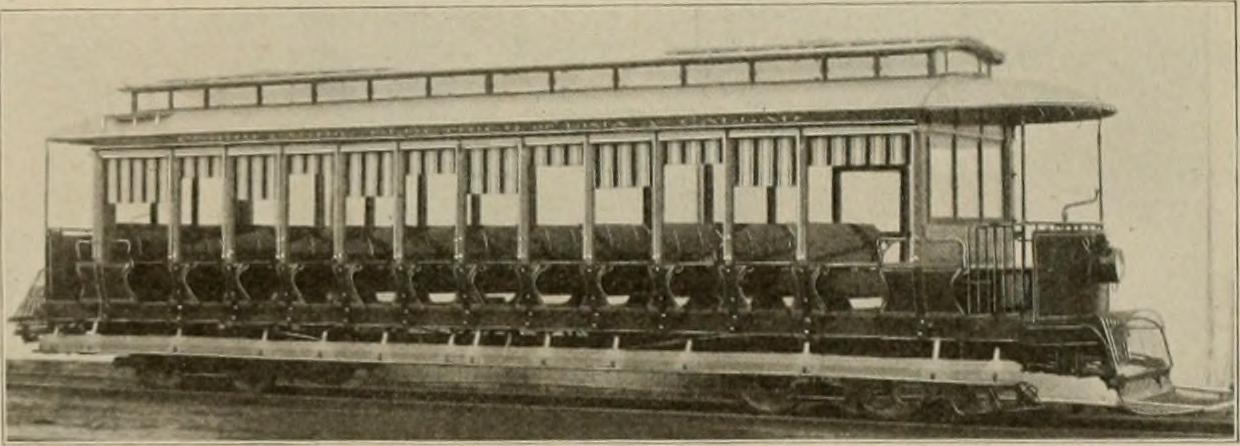
Brill-Triebwagen der Tranvía del Ferrocarril Eléctrico de Lima

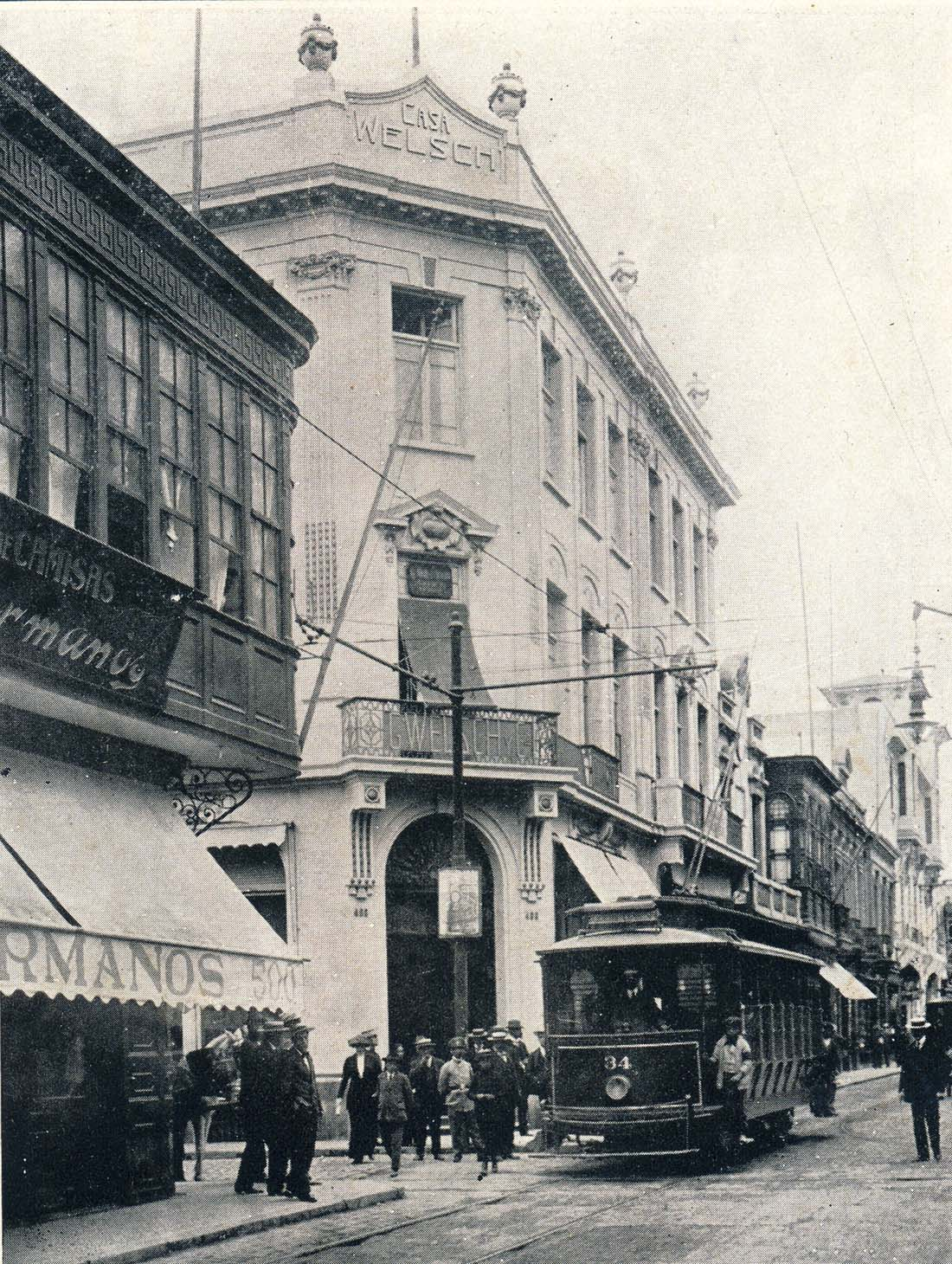
Triebwagen, hergestellt von „John Stephenson Co.“ New York. Aufgenommen um 1910

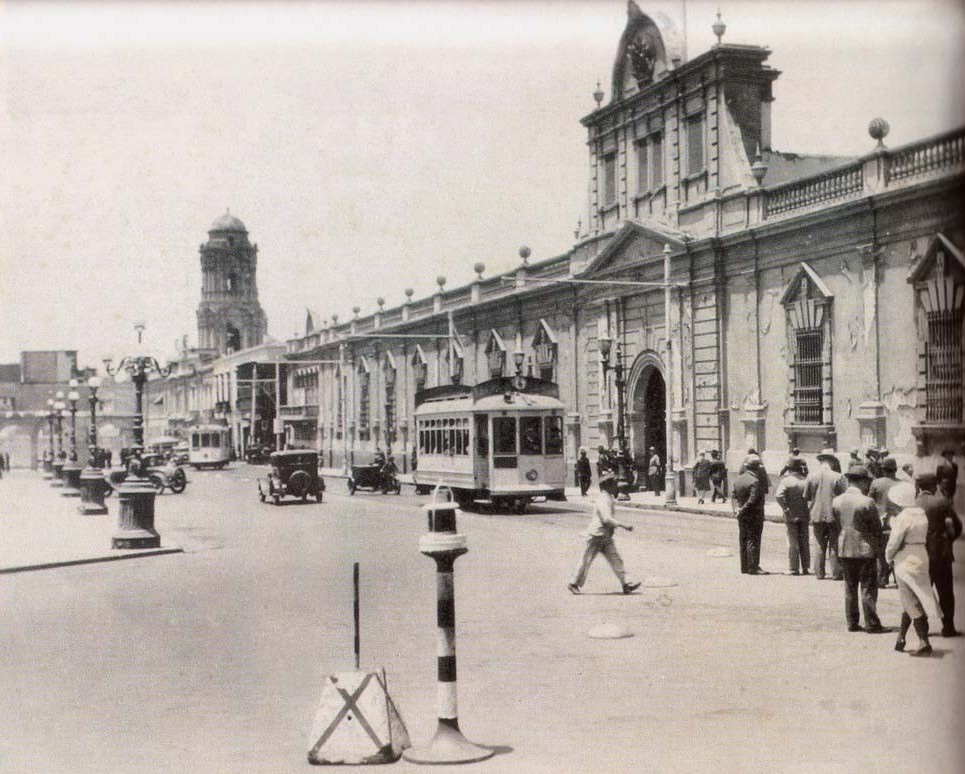
Szene um 1932

Die elektrische Straßenbahn Lima - Chorrillos wurde am 17. Februar 1904 von Präsident Manuel Candamo eingeweiht. Sie war die erste elektrische Straßenbahn in Peru.
1934 wurden die Stromversorgung und die Straßenbahn in zwei getrennte Gesellschaft untergebracht. Die Straßenbahn firmiert seitdem unter dem Namen Compañía Nacional de Tranvias, kurz CNT. Durch die weiter zunehmende Konkurrenz durch Busse und den privaten Autoverkehr geriet diese Gesellschaft immer mehr in wirtschaftliche Schieflage, so dass sie Mitte der 1950er verstaatlicht wurde. Am 18. September 1965 musste die Gesellschaft Konkurs anmelden. Am 19. Oktober stellte man den Betrieb ein. Die Abgeordnetenkammer des Kongresses der Republik beschließt, die CNT zu liquidieren und legt im Oktober 1965 den Gesetzesentwurf Nr. 15786 vor, der am 9. Dezember 1965 im Kongress in Lima gebilligt und am 10. Dezember 1965 durch die Regierung bestätigt wurde.